# ФК „Асеновец - 2005“
ФК „Асеновец“ е Футболен отбор от Асеновград, България.
Отборът играе на стадион „Шипка“. Цветовете на тима са тъмночервено и синьо. През последните години „Асеновец“ отбелязва постоянно участие в Югоизточната В група.

## История
Физкултурното дружество „Асеновец“ е създадено през 1965 г.; наследник е на „Бенковски“ (1922), „Левски“, „Родопска слава“, „Беломорец“, „Асенова крепост“, „Рожен“, „Шипка“, „Ударник“, „Ботев“ и „Червено знаме“. През сезон 1947/48 отборът заема 6 място в Пловдивската регионална дивизия (тогава под името „Ботев“). През 1954 г. за първи път участва в Б група под името „Червено знаме“, а през сезон 1959 г. отново си връща името „Шипка“. През 1965 г. се установява сегашното име – ФК „Асеновец“, което е сменено за кратко на „Асеноспор“ (2001/02) и отново „Асеновец“. С най-много мачове и голове за отбора е Кадри Идризов, който има 397 мача и 64 гола.

## Успехи
- Четвъртфиналист за Купата през 1981 г.
- Осминафиналист за Националната купа през 1979 г.
- Участия в Б група 1954, 1962/63, 1967/68 (5 място), 1968/69, 1969/70, 1970/71, 1972/73, 1973/74, 1974/75, 1975/76, 1976/77, 1977/78, 1978/79, 1979/80, 1980/81 (3 място – най-доброто постижение), 1981/82, 1982/83, 1983/84 г.

## Изявени футболисти
- Иван Кючуков
- Стоян Джигров
- Георги Попиванов
- Любомир Минцев
- Кирил Пеичев
- Николай Домакинов
- Филип Теофоолу
- Илия Николов
- Георги Любенов
- Рангел Портев
- Александър Първов
- Димитър Попов
- Сотир Костов
- Красимир Костов

## Треньори
- Димитър Илиев
- Спас Джевизов
- Петър Зехтински
- Николай Андреев – Ники
- Георги Попиванов
- Йордан Ковачев